# Código Reed–Solomon
Em teoria, a codificação códigos de Reed-Solomon (RS), é um grupo de códigos cíclicos de correção de erros não binários, [1] inventados por Irving S. Reed e Gustave Solomon. Os Códigos RS constituem uma sub-classe de uma ampla classe de códigos cíclicos denominada de Códigos BCH (Bose–Chaudhuri–Hocquenghem). Eles descreveram uma forma sistemática de construção de códigos capazes de detectar e corrigir vários erros aleatórios de símbolos. Ao adicionar {\displaystyle t} símbolos de verificação aos dados, um código RS pode detectar qualquer combinação de até {\displaystyle t} símbolos errados, e corrigir até {\displaystyle t/2} símbolos. Como erasure code consegue corrigir até {\displaystyle t} faltas conhecidas, ou pode detectar e corrigir uma combinação de erros e faltas. Além disso, os códigos RS são adequados como códigos de correção de multiple-burst bit-error, uma vez que uma sequência de {\displaystyle b+1} erros consecutivos afeta no máximo dois símbolos de tamanho {\displaystyle b}. [2] A escolha de {\displaystyle t} é arbitrária sendo efectuada pelo criador do código, e podendo ser seleccionado dentro de limites amplos.
Os Códigos RS encontram-se entre os códigos mais poderosos no que diz respeito à capacidade de correção de erro, sendo largamente utilizados em muitos sistemas digitais tais como: Comunicações de missões espaciais, CDs, DVDs, aDSL, WiMAX, DVB, QRCode, sistemas RAID 6 e sistemas de telecomunicações como DWDM.